# ナタリア・バラノワ＝マサルキナ
ナタリア・バラノワ＝マサルキナ（Nataliya Ivanovna Baranova-Masalkina、ロシア語: Наталья Ивановна Баранова-Масалкина、1975年2月25日 - ）は、ソビエト連邦、トムスク州Krivosheino出身の元クロスカントリースキー選手。1990年代中盤から2000年代中盤にロシア代表として国際大会で活躍した。

## プロフィール
1995年1月14日にクロスカントリースキー・ワールドカップにデビュー、15kmクラシカル12位となった。
1995年のノルディックスキージュニア世界選手権で5km金メダル、15kmで銅メダルを獲得する活躍を見せた。
1999年ノルディックスキー世界選手権30kmで8位入賞、2005年ノルディックスキー世界選手権では10km5位、パシュート6位、4×5kmリレー銀メダル、30km銅メダルと活躍を見せた。
2006年トリノオリンピックでは10kmで16位、4×5kmリレーでは金メダルを獲得、このシーズン限りで現役を引退した。